# Code of the Secret Service
Code of the Secret Service é um filme estadunidense de 1939 dirigido por Noel M. Smith e estrelado por Ronald Reagan.

## Elenco
- Ronald Reagan como Lieutenant Brass Bancroft
- Rosella Towne como Elaine
- Eddie Foy, Jr. como Gabby Watters
- Moroni Olsen como Parker
- Edgar Edwards como Ross
- Jack Mower como Decker
- John Gallaudet como Dan Crockett
- Joe King como Tom "Jim" Saxby
- Steve Darrell como Butch
- Sol Gorss como holandês
- George Regas como policial mexicano

## Recepção
Reagan chamou Code of the Secret Service de "o pior filme que já fiz". O produtor Bryan Foy tentou arquivar o filme, mas a Warner Bros. recusou-se a fazê-lo, mas concordou em não lançá-lo em Los Angeles.

## Tentativa de assassinato de Ronald Reagan
Depois de ver o filme várias vezes quando criança, Jerry Parr foi inspirado a ingressar no Serviço Secreto. Parr salvaria a vida do presidente dos Estados Unidos em uma tentativa de assassinato em 1981. O presidente era Ronald Reagan, o protagonista de Code of the Secret Service.